# Fagersta (comune)
Fagersta è un comune svedese di 12 384 abitanti, situato nella contea di Västmanland. Il suo capoluogo è la città omonima.

## Monumenti e luoghi d'interesse

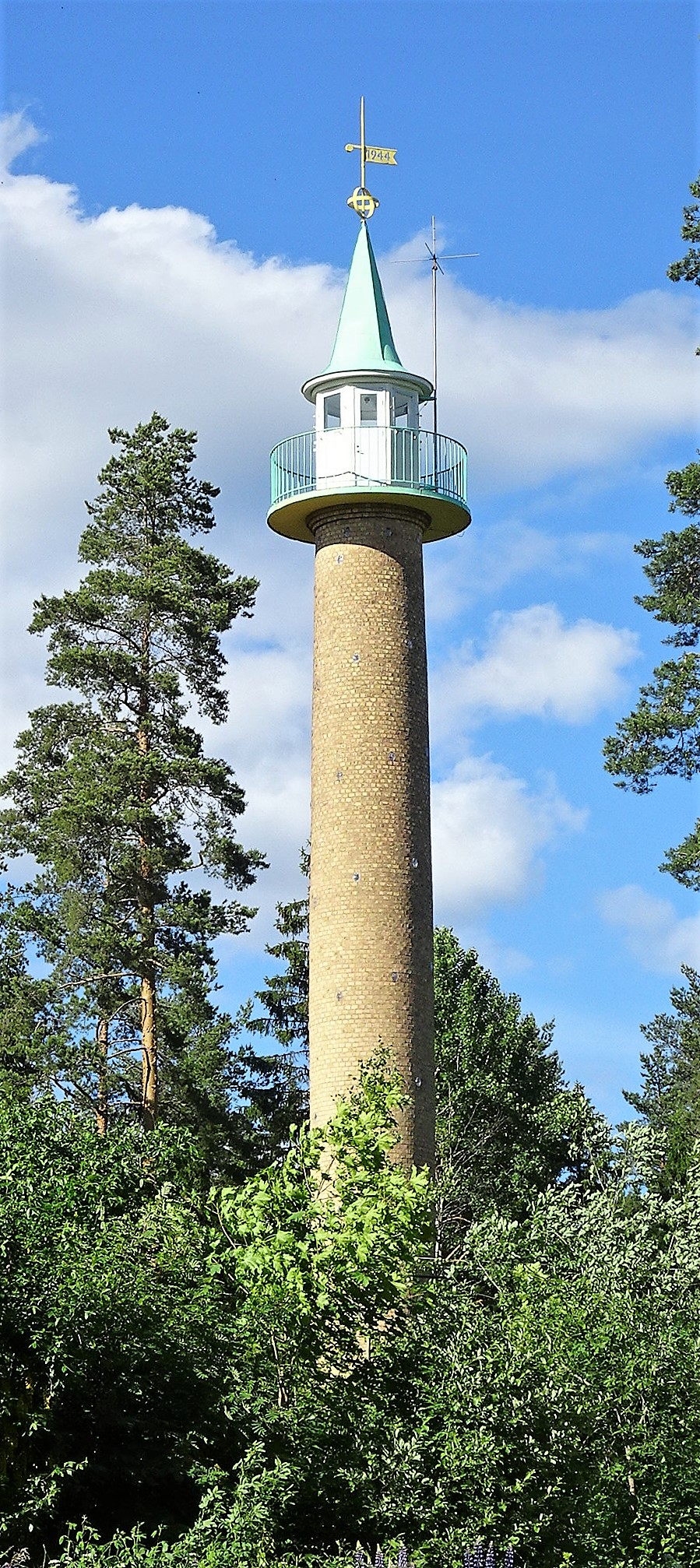
Torre di sorveglianza dello spazio aereo di Fagersta.

La Torre di sorveglianza dello spazio aereo di Fagersta, ostruita per la sorveglianza dello spazio aereo durante la seconda guerra mondiale.